# Антифашистички заштитни зид
„Антифашистички заштитни бедем“ или „антифашистички заштитни зид“ (нем. Antifaschistischer Schutzwall) био је пропагандни назив за берлински зид који су користиле власти Источне Немачке, при чему назив „заштитни зид“ у синтагми има дефанзивну конотацију, због чега се сматра еуфемизмом.
Термин је смишљен као антоним термину „Зид срама“ (нем. Schandmauer) којег је августа 1961. сковао градоначелник (западног) Берлина Вили Брант, а који је брзо ушао у јавни говор и задржао се до краја 60-их година.
Када су 1971. за слана писма из Источне за Западну Немачку употребљиване коверте које је званично издавала пошта Источне Немачке, а које су биле декоративно украшене прикладно серијама поштанских марака ДРН назива — „10 година антифашистичког заштитног бедема“, „спомен обележје Вилц“ и „Непобедиви Вијетнам“ —, пошта Западне Немачке их је вратила назад пошиљаоцима. Овом приликом се није радило о „поштанском рату“ у класичном смислу, тј. о непризнавању поштанских маркица пошиљаоца, већ је инцидент избио због спорности штампе на ковертама.